# PRT (formato di file)
PRT è un formato di file utilizzato in ambito di progettazione CAD. Sviluppato dalla Parametric Technology, nasce come estensione dei file di progetti del software Pro/ENGINEER.
Tra gli altri programmi in grado di visualizzare i file con questa estensione vi sono:
- Creo
- Siemens NX